# Dimitrije Bajalica
Dimitrije Bajalica, bosansko-srbski častnik, učitelj, politik in diplomat, * 5. november 1911, † 2004.

## Življenjepis
Pred drugo svetovno vojno je bil učitelj. Leta 1940 se je pridružil KPJ in leta 1941 je sodeloval pri ustanovitvi NOVJ. Med vojno je bil politični komisar bataljona Mačvanskega odreda, zaščitne enote Vrhovnega štaba, 1. krajiškega odreda, 6. krajiške brigade, 4. in 10. divizije,...
Po vojni je vstopil v politiko; bil je član Zvezne kontrolne komisije, poslanec Sveta narodov v Zvezni skupščini, direktor NIP Borba, veleposlanik v Etiopiji,...

## Odlikovanja
- red bratstva in enotnosti
- red zaslug za ljudstvo